# Wuchuan
Pour les articles homonymes, voir Wuchuan (homonymie).
Wuchuan (吴川 ; pinyin : Wúchuān) est une ville de la province chinoise du Guangdong. C'est une ville-district placée sous la juridiction de la ville-préfecture de Zhanjiang.

## Démographie
La population du district était de 939 256 habitants en 1999.